# Jason Jones-Hughes
Pour les articles homonymes, voir Jones et Hughes.
Pas d'image ? Cliquez ici

a Compétitions nationales et continentales officielles uniquement.

b Matchs officiels uniquement.
Jason Jones-Hughes, né le 13 septembre 1976 à Sydney, est un joueur de rugby à XV, qui a joué avec l'équipe du pays de Galles de 1999 à 2000 évoluant au poste de centre. Il joue aussi avec les Barbarians australiens et il a fait une tournée en Argentine avec les Wallabies.

## Carrière
Il évolue avec Randwick et les NSW Waratahs. De parents d'origine galloise, même s'il joue avec les Barbarians australiens et fait une tournée en Argentine avec les Wallabies, il n'obtient pas de sélection officielle. C'est pourquoi, il quitte l'Australie rejoint le pays de Galles où il dispute son premier test match avec l'équipe du pays de Galles le 1er octobre 1999 contre l'Argentine. Son dernier match international a lieu dans le cadre du Tournoi des Six Nations le 5 février 2000 contre la France. Jason Jones-Hughes participe à la coupe du monde 1999 (2 matchs).
Il évolue en club avec le Newport RFC de 1999 à 2003, faisant 51 apparitions et inscrivant 14 essais, puis rejoint le Munster. Il arrête sa carrière à la suite de nombreuses blessures ou maladies.

## Statistiques en équipe nationale
- 3 sélections
- Sélections par année : 2 en 1999, 1 en 2000
- Tournoi des Six Nations disputé : 2000
- Coupe du monde de rugby disputée : 1999